# Út (fizika)
Az út a kinematika egyik alapvető fogalma, amely a mozgó testek által megtett távolságot írja le. Ez a mennyiség kulcsszerepet játszik a mozgás jellemzésében, és szorosan kapcsolódik más fontos fizikai fogalmakhoz, például a sebességhez és a gyorsuláshoz.

## Meghatározása
Az út, jele s, azt a tényleges távolságot jelenti, amelyet egy test egy adott időintervallum alatt a mozgása során megtett. Ez mindig egy nemnegatív skalármennyiség, amelyet az alábbiak jellemeznek:
- Nincs iránya: Ellentétben az elmozdulással, amely vektormennyiség, az út csak a megtett távolság nagyságát mutatja meg.
- Függ a pályától: Az út értéke a mozgás során bejárt tényleges pályától függ, függetlenül attól, hogy a test visszatér-e az eredeti helyére.

A hétköznapi életben az út fogalma intuitívan is érthető: például amikor egy autó 100 kilométert tesz meg egy adott útszakaszon, akkor az útja 100 kilométer.

## Kapcsolat a sebességgel
Az út szorosan összefügg a sebességgel, amely a mozgás gyorsaságának és irányának jellemzője. Egyenletes mozgás esetén a sebesség az út (s) és az eltelt idő (t) hányadosaként határozható meg:
{\displaystyle v={\frac {s}{t}}}
Ebben az esetben az út könnyen kiszámítható a sebesség és az eltelt idő szorzataként:
{\displaystyle s=v\cdot t}
Ha a mozgás nem egyenletes, akkor az út kiszámítása bonyolultabbá válik, mivel a sebesség időben változik. Ilyenkor a pillanatnyi sebességet használjuk az út idő szerinti differenciálásához, illetve az út az idő szerinti integrálásával határozható meg:
{\displaystyle s=\int v(t)\mathop {d{\text{t}}} }

## Az út és az elmozdulás kapcsolata
Az utat gyakran összehasonlítják az elmozdulással, amely egy vektormennyiség, és a mozgó test kezdeti és végső helyzete közötti egyenes távolságot jelenti. A két fogalom közötti különbség az alábbi példával érthető meg:
- Ha egy test egy körpályán mozog, és egy teljes kört megtéve visszatér a kiindulási pontba, az elmozdulása nulla, mert a kezdeti és a végső helyzete azonos. Az útja azonban a teljes körpálya hosszával egyenlő.

## Az út egységei
Az út mértékegysége az SI rendszerben a méter (m). Egyéb, gyakran használt mértékegységek a következők:
- Kilométer (km): Nagyobb távolságok mérésére használják, például az autóutak vagy városok közötti távolságok esetén.
- Centiméter (cm): Rövidebb távolságok mérésére, például laboratóriumi méréseknél.
- Mérföld: Az angolszász mértékegységrendszerben használt távolságmérték(1 mérföld az 1609,344 méter).

## Az út a kinematikai vizsgálatokban
A kinematikai mozgások elemzése során az út kulcsfontosságú szerepet játszik. A testek által bejárt út meghatározása segíti a mozgás típusának és dinamikájának megértését. Például:
- Egyenletes mozgás: Az út egyenesen arányos az eltelt idővel.
- Gyorsuló vagy lassuló mozgás: Az út kiszámításához a gyorsulást is figyelembe kell venni.

Ezek a vizsgálatok nemcsak az elméleti fizika, hanem a mindennapi élet szempontjából is fontosak, például az autók fékútjának vagy repülőgépek felszállási távjának meghatározásakor.

## Az út fontossága a fizikában és más tudományokban
Az út fogalma nemcsak a kinematikában, hanem más tudományos területeken is kiemelt szerepet kap. A hullámmozgás tanulmányozása során például a hullám által megtett távolság, vagy a kémiai reakciók során a reakciózóna terjedési sebessége szintén kapcsolódik az út méréséhez.